# Bonate Sopra
Bonate Sopra là một đô thị ở tỉnh Bergamo in the Italian region Lombardia, có vị trí cách khoảng 40 km về phía đông bắc của Milano và khoảng 8 km về phía tây của Bergamo. Tại thời điểm ngày 31 tháng 12 năm 2004, đô thị này có dân số 7.042 người và diện tích là 5,9 km².
Đô thị Bonate Sopra có các frazioni (đơn vị cấp dưới, chủ yếu là các làng) Ghiaie di Bonate Sopra and Cabanetti.
Bonate Sopra giáp các đô thị: Bonate Sotto, Chignolo d'Isola, Curno, Mapello, Ponte San Pietro, Presezzo, Terno d'Isola, Treviolo.